# Frédéric Forey
Elias Federico Forey (París, 10 de enero de 1804 - 20 de junio de 1872) fue un militar francés y Mariscal de Francia.

## Biografía
Estudió en la Escuela Militar Especial de Saint-Cyr y fue comisionado como teniente del 2.º Regimiento de Infantería Ligera en 1824. Participó también en la expedición contra Argelia. En 1835 fue ascendido a capitán y quedó al mando del Batallón de Infantería en 1839. En tiempos de las Revoluciones de 1848 en Francia, que llevarían a la fundación de la Segunda República, Forey fue ascendido a coronel y quedó a la cabeza de su propio regimiento, si bien pronto, comandaría toda una brigada. En 1852 fue ascendido a General de División como recompensa por adherirse al golpe de Estado de Napoleón III.
Durante la Guerra de Crimea, Forey dirigió la división que estuvo a cargo del Sitio de Sebastopol en 1854. En la guerra franco-austriaca de 1859, participó en las batallas de Montebello y Solferino, donde destacó por someter a las últimas posiciones austriacas, situadas cerca de la villa de Favriano.

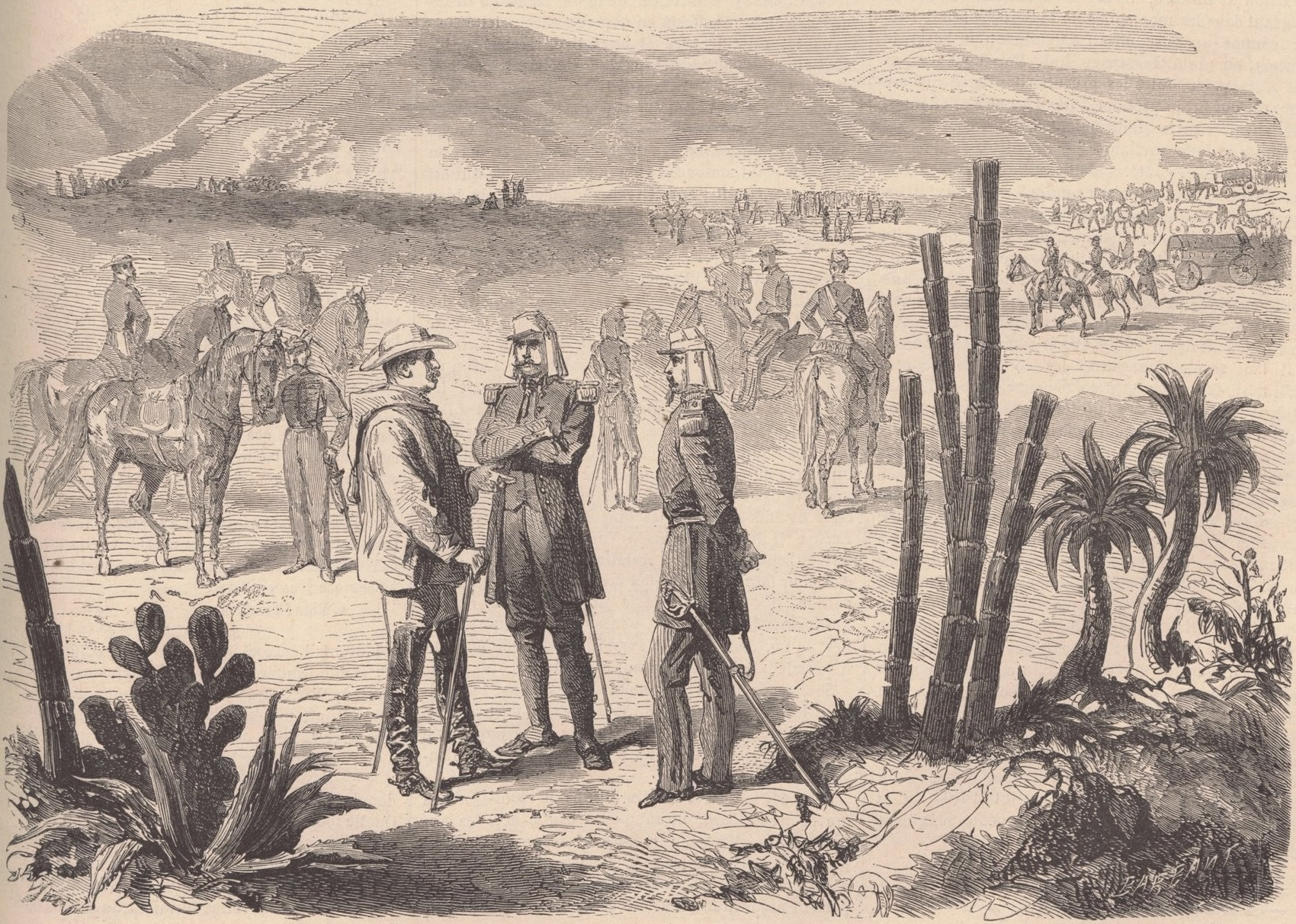
Marcha para Puebla: El General Forey al campamento de San Agustín del Palmar durante la Segunda Intervención Francesa en México (Le Monde Illustré, 1863).

Después de haber sido nombrado senador gracias a su desempeño en la guerra franco-austriaca, fue nombrado comandante general del cuerpo expedicionario francés a México en la Intervención francesa de 1862 y recibió de Napoleón III poderes políticos y militares absolutos y Rango de Mariscal. Forey y sus tropas desembarcaron en el puerto de Veracruz en septiembre de 1862 y en mayo de 1863 tomaron la ciudad de Puebla para ocupar, un mes después, la Ciudad de México.
Una vez en la capital mexicana, se encargó de crear un triunvirato formado por el general Mariano Salas; el político Juan Nepomuceno Almonte (hijo natural del líder insurgente José María Morelos) y el Arzobispo de México, Pelagio Antonio de Labastida y Dávalos con el fin de que detentara el poder ejecutivo en el país hasta la llegada de Maximiliano de Habsburgo.
Hecho lo anterior, y por órdenes de Napoleón III, Forey dio el mando de la expedición al general Aquiles Bazaine y regresó a Francia para desempeñar diversas actividades militares hasta que, en 1867, fue dado de baja como consecuencia de un derrame cerebral. Fallecería en su natal París en 1872. En la telenovela histórica mexicana El vuelo del águila fue interpretado por el actor Justo Martínez González, quien también interpretó a Aureliano Blanquet en la serie El encanto del águila.